# Peñaranda de Bracamonte
Peñaranda de Bracamonte ist ein westspanischer Ort und eine Gemeinde (municipio) mit 6.063 Einwohnern (Stand: 2024) im Osten der Provinz Salamanca in der Region Kastilien und León. Das historische Ortszentrum wurde im Jahr 1973 zum Conjunto histórico-artístico erklärt.

## Lage und Klima
Der ca. 900 m hoch gelegene Ort Peñaranda de Bracamonte liegt ca. 3 km nördlich des Río Almar, einem Nebenfluss des Río Tormes im Süden der altkastilischen Hochebene (meseta). Die Großstadt Salamanca ist ca. 45 km in westlicher Richtung entfernt. Das Klima im Winter ist durchaus kühl; die geringen Niederschlagsmengen (ca. 410 mm/Jahr) fallen – mit Ausnahme der eher trockenen Sommermonate – verteilt übers ganze Jahr.

## Bevölkerungsentwicklung
| Jahr      | 1857  | 1900  | 1950  | 2000  | 2019  |
| Einwohner | 4.247 | 4.295 | 5.224 | 6.235 | 6.260 |

Das kontinuierliche Bevölkerungswachstum der Kleinstadt ist im Wesentlichen auf die Zuwanderung aus dem ländlichen Umland infolge der Mechanisierung der Landwirtschaft und der Aufgabe bäuerlicher Kleinbetriebe zurückzuführen (Landflucht).

## Wirtschaft
Der Ort lag an der Cañada Real de las Merinas, einem der alten Viehtrift- und Verkehrswege, die in Spanien jahrhundertelang von großer Bedeutung waren. Im Jahr 1375 gestattete König Juan I. von Kastilien die Abhandlung eines Wochenmarktes, wodurch der Ort an Bedeutung gewann. Trotzdem was wirtschaftliche Leben der Landgemeinde war jahrhundertelang in hohem Maße agrarisch geprägt, doch wurde hauptsächlich zum Zweck der Selbstversorgung produziert – im Umland wurde Getreide ausgesät; Gemüse stammte aus den Hausgärten und auch Viehzucht wurde betrieben. Im stetig größer werdenden Ort ließen sich Handwerker, Händler und Dienstleister nieder, doch auch heute noch spielt die Landwirtschaft eine wichtige Rolle im Wirtschaftsleben der Gemeinde.

## Geschichte
Prähistorische, römische, westgotische und selbst maurische Funde fehlen. Nach der Schlacht von Simancas (939) konnten die Mauren in diesem Teil der Iberischen Halbinsel bis zum Fluss Tormes zurückgedrängt werden. König Ramiro II. von León († 951) begann mit der Neu- und Wiederbesiedlung (repoblación) der eroberten Gebiete; König Alfons IX. von León († 1230) setzte diese Politik im 13. Jahrhundert fort. Die älteste urkundliche Erwähnung des Ortsnamens Peñaranda de Cantaracillo stammt aus dieser Zeit. Im Jahr 1602 erhob der spanische König Philipp III. seinen Kammerherrn Alonso de Bracamonte zum Grafen von Peñaranda, woraufhin die Stadt umbenannt wurde; das Grafengeschlecht hatte nur knapp 200 Jahre Bestand, doch der neue Ortsname blieb. Während der Napoleonischen Kriege (1807–14) war hier eine französische Garnison stationiert. Im Jahr 1939 wurden bei der Explosion eines beim Bahnhof befindlichen Pulvermagazins weite Teile der Altstadt zerstört.

## Sehenswürdigkeiten

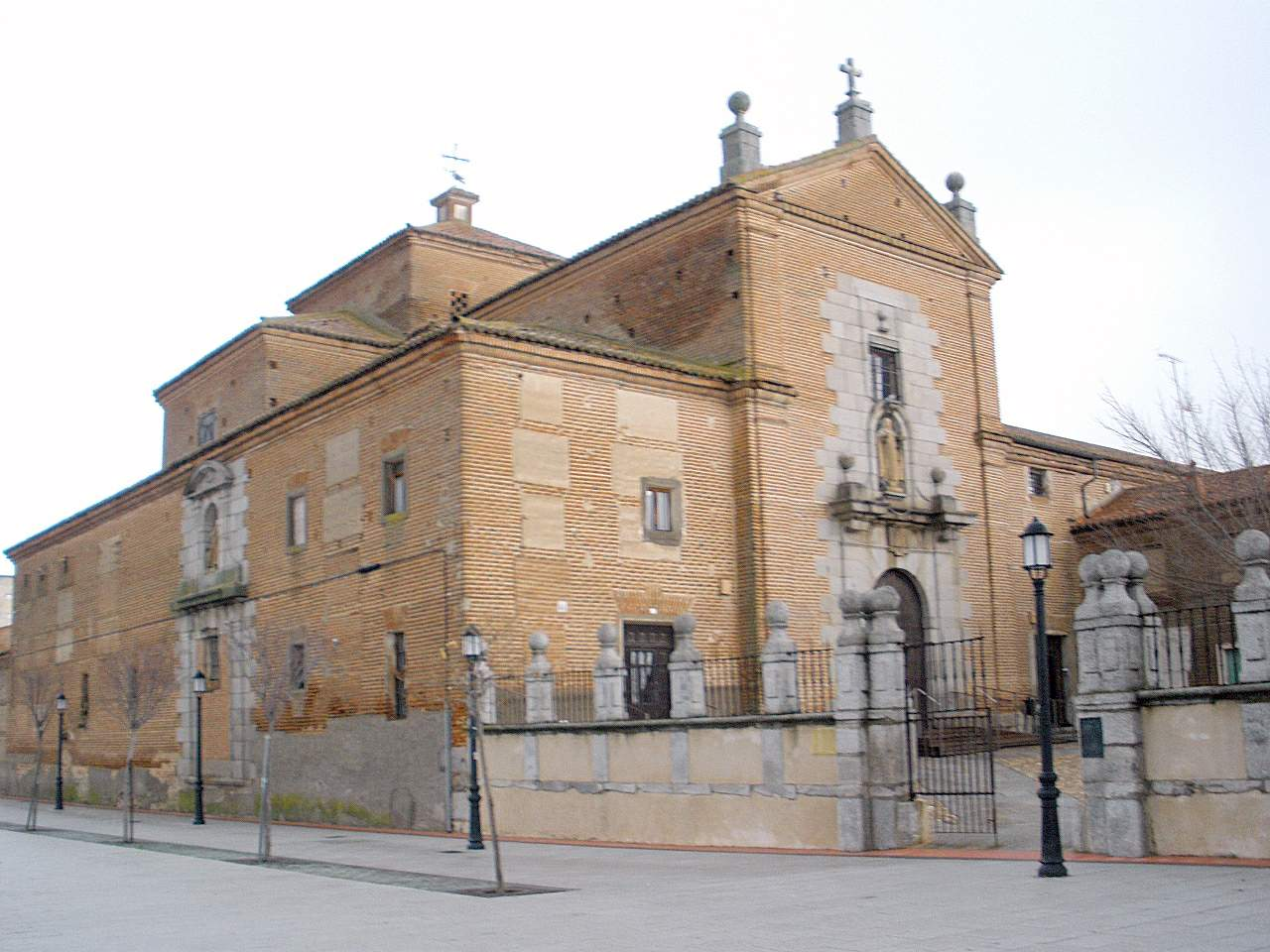
Kirche des Karmelitinnenkonvents

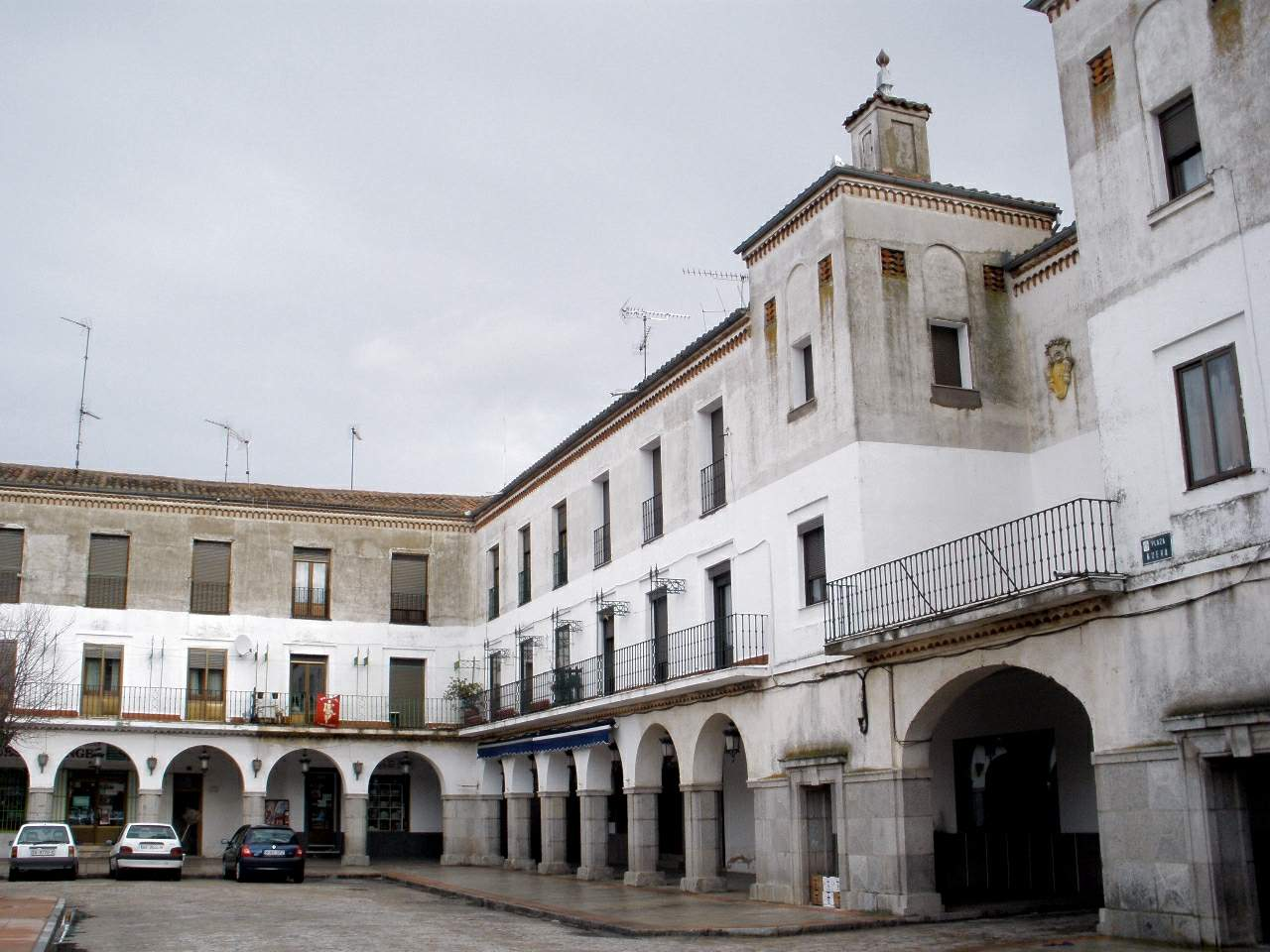
Plaza Nueva

- Drei aneinander gereihte Plätze bilden das historische Ortszentrum: Plaza Agustín Martínez Soler, Plaza de la Constitución und Plaza de España.
- Die Iglesia de San Miguel Arcángel ist die älteste erhaltene Kirche der Stadt; sie existierte bereits im 15. Jahrhundert. Das heutige Portal entstammt dem 16. Jahrhundert, doch wurde der Bau zu Beginn des 17. Jahrhunderts unter gräflicher Beteiligung komplett erneuert. Der barocke Ziegelstein-Turm wurde im 18. Jahrhundert hinzugefügt. Im Jahr 1971 fielen die Ostteile der Kirche mitsamt dem barocken Schnitzaltar einem Brand zum Opfer und mussten erneuert werden. Hierfür wählte man einen traditionellen Stil mit neuen Elementen. Die Kirche ist dreischiffig, wobei die Trennung durch zwei Bogenreihen erfolgt, auf denen eine schräge Holzbalkendecke aufruht. Der moderne Laternenturm (cimborrio) oberhalb der Vierung ist der optische Höhepunkt des Bauwerks.[5]
- Das nahezu geschlossene Geviert der durchaus repräsentativen Plaza Nueva wurde – im Zuge der notwendig gewordenen Erneuerungsarbeiten nach der Explosion des Pulvermagazins – mit Hilfe von republikanischen Bürgerkriegsgefangenen in den 1940er Jahren fertiggestellt. Der Platz ist umstellt von Arkadenhäusern; in seiner Mitte befindet sich ein Brunnen.
- Die einschiffige Kirche des Karmelitinnenkonvents (Convento de las Madres Carmelitas) entstand in der zweiten Hälfte des 17. Jahrhunderts mit deutlichen Anklängen an den Mudéjar-Stil. Das Kirchenschiff (nave) verfügt über Seitenkapellen und endet in einem Querschiff (transept). Die Vierung ist durch eine Kuppel erhöht. Das angeschlossene Museum verfügt über eine reiche Gemälde- und Skulpturensammlung.[6]
- Zwei Kapellen (Ermita de Humilladero und Ermita de San Luis) bereichern das Ortsbild.

## Persönlichkeiten
- Gaspar de Bracamonte y Guzmán (um 1595–1676), Generalbevollmächtigter Spaniens bei den Friedensverhandlungen zum Ende des Dreißigjährigen Krieges in Münster (1645–48), Vizekönig von Neapel (1659–64)
- Antonio Hernández (* 1953), Schauspieler, Filmregisseur und Drehbuchautor